# 小黒川パーキングエリア

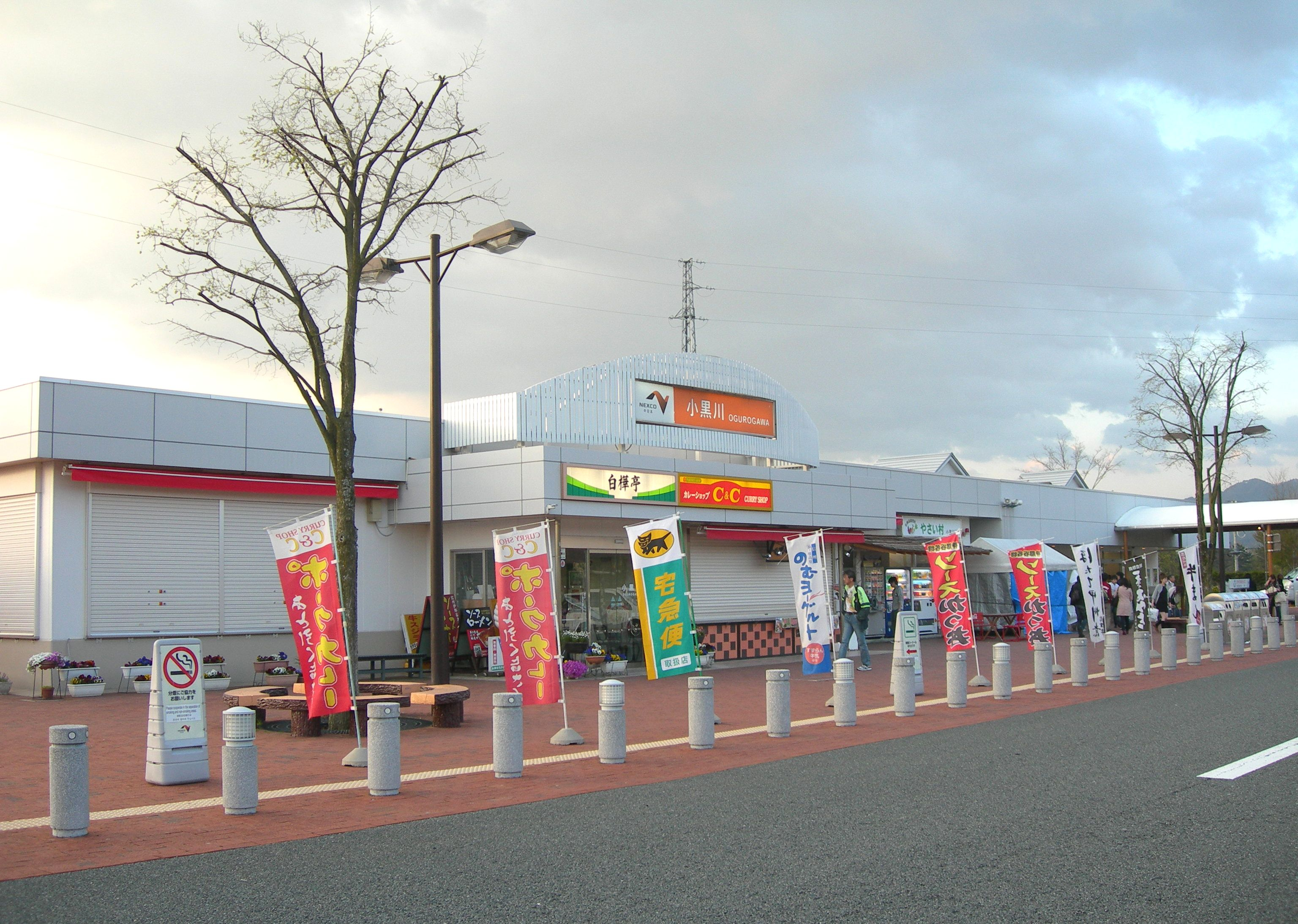
下り線施設

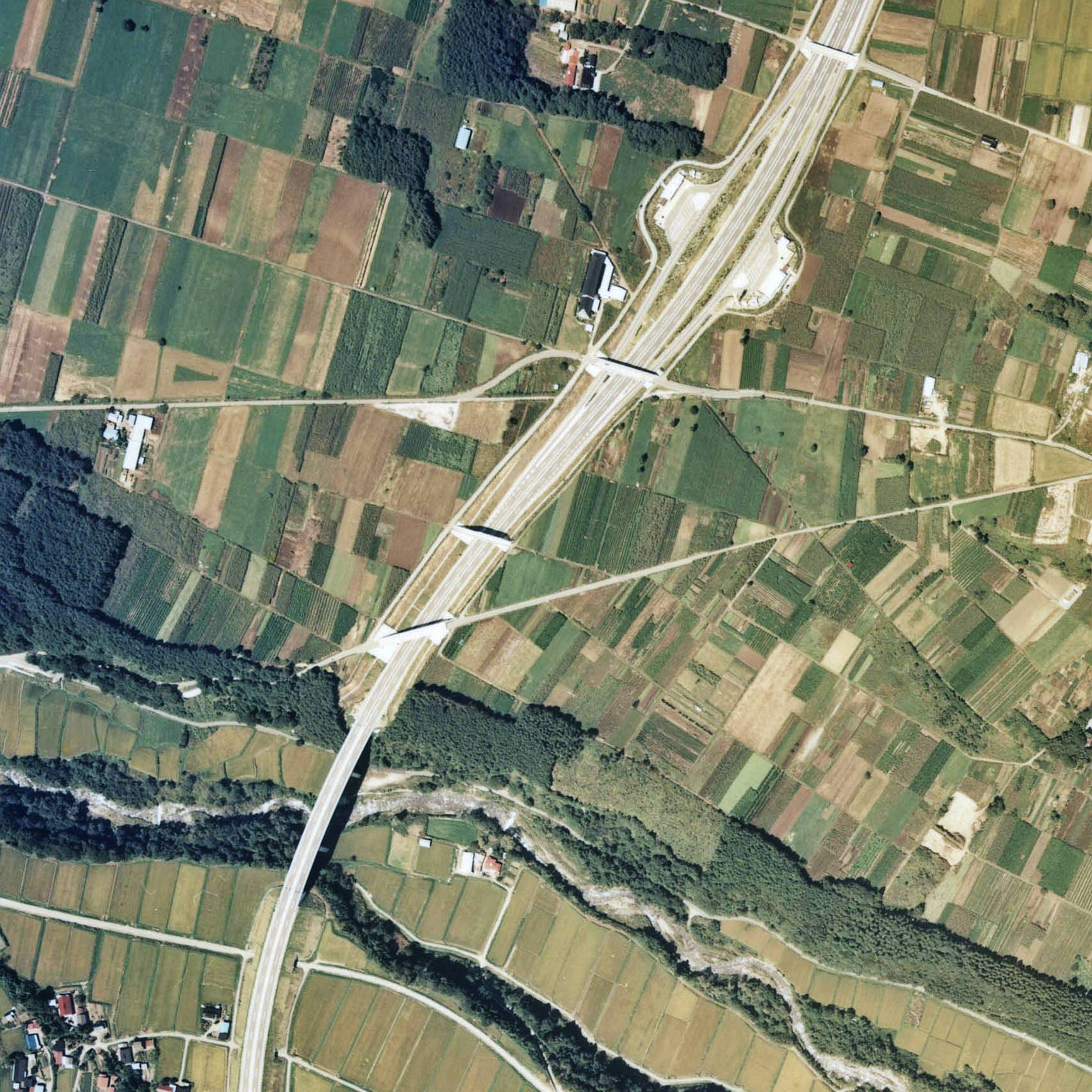
小黒川パーキングエリア
南に小黒川が流れる。

小黒川パーキングエリア（おぐろがわパーキングエリア）は、長野県伊那市の中央自動車道上にあるパーキングエリアである。スマートインターチェンジを併設する。

## 道路
- E19 中央自動車道（23-1番）

直接接続（スマートインターチェンジ）
- 伊那市道荒井横山線
- 伊那市道日影沢線

## 施設

### 上り線（長野・東京方面）
- 駐車場
  - 大型 - 28台
  - 小型 - 97台
  - 身障者用 - 1台
- トイレ
  - 男性 - 大4（和式1・洋式3）・小8
  - 女性 - 11（和式3・洋式8）
    - 同伴の男児用 - 1

  - 車椅子用 - 1
- スナックコーナー（7:00 - 20:00）[2]
- ショッピングコーナー（6:00 - 21:00）[2]
- 自動販売機[3]
- ぷらっとパーク（駐車場 小型3台、6:00 - 21:00）[3]
- EV急速充電スタンド - 1基[3]

### 下り線（名古屋・大阪方面）
- 駐車場
  - 大型 - 31台
  - 小型 - 120台
  - 身障者用 - 1台
- トイレ
  - 男性 - 大4（和式1・洋式3）・小9
  - 女性 - 12（和式3・洋式9）
    - 同伴の男児用 - 1

  - 車椅子用 - 1
- フードコート[4]
  - 白樺亭（7:00 - 20:00）
  - C&Cカレー（7:00 - 20:00）
- おみやげ[4]
  - スーベニア（7:00 - 20:00）
- 自動販売機[5]
- ぷらっとパーク（駐車場 小型15台、7:00 - 20:00）[5]
- EV急速充電スタンド - 1基[5]

### 小黒川スマートインターチェンジ
小黒川スマートインターチェンジ（おぐろがわスマートインターチェンジ）は、小黒川パーキングエリアに併設のスマートICである。2017年9月30日15時に供用開始された。
利用可能車種はETC搭載の全車種（長さ12m以下の車両）で24時間運用。上下線ともに出入可となっている。
上下線とも流出入路は東京寄りに設置されているため、上り方面は流出時・下り方面は流入時にパーキングエリア施設が利用できる構造である。

## ぷらっとパーク
上下線とも一般道からの進入路および駐車場が整備されており、隣接する市道から利用可能である。最寄駅としては飯田線伊那市駅だが、駅から離れているため徒歩の場合、所要時間はおよそ30分近くかかる。ショップの営業時間の7:00 - 20:00のみ利用可能で、それ以外の時間では施錠される。

## 隣
E19 中央自動車道
(23) 伊那IC - (23-1) 小黒川PA/SIC - 西春近BS - 宮田BS - (24) 駒ヶ根IC/BS